# 有田哲平と高嶋ちさ子の人生イロイロ超会議
『有田哲平と高嶋ちさ子の人生イロイロ超会議』（ありたてっぺいとたかしまちさこのじんせいイロイロちょうかいぎ）は、TBS系列で2019年4月22日から2020年2月17日まで毎週月曜20:00 - 20:57（JST）に放送されたトークバラエティ番組であり、有田哲平と高嶋ちさ子の冠番組。全15回。

## 概要
1989年10月から30年間にわたり、TBSは月曜に『月曜ドラマスペシャル』→『月曜ミステリー劇場』→『月曜ゴールデン』→『月曜名作劇場』の2時間ドラマ枠を番組タイトルの変更・放送時間の繰り上げを挟みながら編成し続けた。しかし、『月曜名作劇場』が2019年3月25日をもって廃止となり、2019年4月からバラエティ番組に転換することになり、20時枠の当番組と21時枠の『メイドインジャパン!』と共に放送開始された。
TBSの月曜のゴールデンタイムに有田哲平司会のバラエティ番組が編成されるのは、2016年12月の『ご対面バラエティー 7時にあいましょう』の終了以来3年ぶりとなる。
毎回テーマに沿って集まった有名人・芸能人が様々な悩み事や体験談を持ち寄り、MCの有田哲平と高嶋ちさ子と語り合う内容となっている。
過去に4回『明日は我がミーティング』（あすはわがミーティング）という番組のタイトルでパイロット版で放送された。
レギュラー放送の開始以降、当番組と19時枠の『名医のTHE太鼓判!』、21時枠の『メイドインジャパン!』が隔週で2時間から3時間の拡大スペシャルを行う傾向があり、通常放送で行われたことは2019年11月18日の放送までなかった。
2020年4月改編により、同年3月で終了の予定だったが、2月17日の2時間SPで終了。隔週拡大版のため、1年間の放送ながら、回数は1クール強の「15回」だった。後番組は千鳥が出演のクイズ番組『クイズ!THE違和感』がレギュラー化。有田は、19時台の新番組『有田プレビュールーム』で、引き続き司会を担当しており、高嶋・矢田も番組レギュラーとして出演している。

## 出演者
MC
- 有田哲平（くりぃむしちゅー）
- 高嶋ちさ子

レギュラー
- 矢田亜希子

## 放送リスト

### パイロット版 （明日は我がミーティング）
| パイロット版 | パイロット版              | パイロット版                                           | パイロット版            |
| 回           | 放送日                    | ゲスト                                                 | 備考                    |
| ------------ | ------------------------- | ------------------------------------------------------ | ----------------------- |
| 1            | 2017年 9月16日（土曜日）  | ダレノガレ明美、安田美沙子、横澤夏子                   | 14:00 - 15:24 （84分）  |
| 2            | 2017年 12月26日（火曜日） | あびる優、ギャル曽根、矢田亜希子、優香、ヨンア         | 22:00 - 23:54 （114分） |
| 3            | 2018年 3月27日（火曜日）  | 秋元才加、大橋未歩、釈由美子、矢田亜希子、柳原可奈子   | 20:57 - 22:54 （117分） |
| 4            | 2018年 10月2日（火曜日）  | ギャル曽根、鈴木奈々、藤田ニコル、矢田亜希子、山口もえ | 20:57 - 23:07 （130分） |

### レギュラー版
| 2019年 | 2019年   | 2019年                                                                                   | 2019年                                |
| 回     | 放送日   | スタジオゲスト                                                                           | 備考                                  |
| ------ | -------- | ---------------------------------------------------------------------------------------- | ------------------------------------- |
| 1      | 4月22日  | 〈前半〉関根麻里、高杉真宙、夏菜 〈後半〉柄本時生、佐藤仁美、平井理央                    | 初回2時間スペシャル （19:00 - 21:00） |
| 2      | 5月13日  | 生駒里奈（元乃木坂46）、鈴木紗理奈、鈴木奈々、ホラン千秋                                 | 2時間スペシャル （19:00 -21:00）      |
| 3      | 6月3日   | 雛形あきこ、福田萌、前田裕二（SHOWROOM社長）                                             | 2時間スペシャル （19:00 -21:00）      |
| 4      | 6月24日  | 宇野実彩子（AAA）、夏菜、ホラン千秋、Matt                                                | 2時間スペシャル （19:00 -21:00）      |
| 5      | 7月8日   | 大友愛、奥真奈美（元AKB48）、柴田亜美、鈴木砂羽、谷村奈南、LISA（m-fio）他               | 2時間スペシャル （19:00 -21:00）      |
| 6      | 7月29日  | 叶姉妹、生田智子、いしのようこ、大神いずみ、羽野晶紀、ブル中野、まねだ聖子、和央ようか他 | 2時間スペシャル （19:00 -21:00）      |
| 7      | 8月19日  | 小手伸也、後上翔太・酒井一圭（純烈）、りんごちゃん、水野真紀、外山恵理、西山茉希他       | 2時間スペシャル （19:00 -21:00）      |
| 8      | 9月2日   | 立川志らく、坂本美雨、山田親太朗、笹本玲奈他                                             | 2時間スペシャル （20:00 -22:00）      |
| 9      | 10月21日 | 貫地谷しほり、浦井健治、ソニン他                                                         | 2時間スペシャル （19:00 -21:00）      |
| 10     | 11月4日  | 加藤綾菜、夏菜、細川直美、雛形あきこ他                                                   | 2時間スペシャル （19:00 -21:00）      |
| 11     | 11月18日 | いっこく堂、Mr.シャチホコ他                                                              |                                       |
| 12     | 11月25日 | 武田真治、武井壮、大貫勇輔他                                                             |                                       |
| 13     | 12月16日 | 山口もえ他                                                                               | 2時間スペシャル （19:00 -21:00）      |

| 2020年 | 2020年  | 2020年                                                          | 2020年                           |
| 回     | 放送日  | スタジオゲスト                                                  | 備考                             |
| ------ | ------- | --------------------------------------------------------------- | -------------------------------- |
| 14     | 1月13日 | 朝日奈央、板橋駿谷、宇賀なつみ、廣瀬俊朗、峯岸みなみ（AKB48）他 | 2時間スペシャル （19:00 -21:00） |
| 15     | 2月17日 | 白石麻衣、千葉雄大、平井理央、眞鍋かをり他                      | 2時間スペシャル （19:00 -21:00） |

## スタッフ

### レギュラー版
- テーマ曲：高嶋ちさ子
- 構成：桜井慎一、アリエシュンスケ、大平尚志、一場麻美
- ナレーター：銀河万丈（青二プロダクション）
- TM：荒木健一
- TD：中野啓、山根卓也、江浦友樹
- カメラ：遠藤貴史、荻野拓也
- VE：對間敏文、長谷川雄佑
- 音声：朝日拓郎、和田良介
- 照明：木戸昭彦
- 美術プロデューサー：棚橋浩之
- 美術デザイン：桝本瑠璃
- 美術制作：岩井愛
- 装置：正代俊明
- 操作：佐藤翔太
- 電飾：荒谷奏子
- アクリル装飾：渡邊卓也
- 装飾：川原栄一
- ヘアメイク：石川尋美
- 編集：高橋和也、白川美(未)紀、白田進児
- MA：的池将、清水佑莉
- CG：大森清一郎
- 音効：舛谷佑樹
- 編成：佐藤美紀
- 宣伝：新川康朗、多賀名千尋
- WEBサイト：福永郁未
- TK：常藤直子
- デスク：渡辺香織
- イラスト：中村サトル
- リサーチ：石原慎也、細川拓朗
- AD：岡田賢二、江口晶美、窪田将大、桑原美咲季、小澤萌、荒瀬将貴、関根日菜、近藤沙織、長山祐輔、小川瑞稀、大塚亮、窪星乃、山内愛実、阿部楓、榑木万由子、髙嶋美紀、鰐川りさ、三宅幸穂
- ディレクター：伊藤高史、阿部裕一郎、西岡奈美、山本健矢、林浩平、藤巻圭吾、吉村涼平、榛澤祥希、前川コーファン、田中真之、清水悠貴、流石英昭、金田勇樹、佐川陽亮、兼丸洋介、横田裕昌、東隆志、松本健人、森下和光、木村諒、岡本裕太、権亨悟、湯井里恵、師岡靖成、吉田直也、嘉数真二郎
- MP：篠塚純
- AP：近藤梨紗
- 制作プロデューサー：木内美歩、関原奈津子、林貴恵、好田康智、今井真木子、勝又郁乃（勝又→以前はAP）、飯塚優子、茂木葉子、久田誠司、吉筋公美、山ノ内禎枝、見留晴絵
- 演出：横山健一、内田雅行、佐藤啓、大楽和也、早田翔、岡田純一、久保基樹（早田・岡田・久保→共に以前はディレクター）
- 総合演出：川平秀二
- プロデューサー：寺田淳史、松原拓也、川島優子
- 制作協力：スクイズ、デージカンパニー、ROFL
- 制作：TBSテレビ制作局制作2部
- 製作著作：TBS

過去のスタッフ
- 編成：寺田裕樹、加藤丈博
- 宣伝：清水由花
- WEBサイト：西岡恒平
- リサーチ：亀田貴誠、廣瀬仁義
- プロデューサー：齊藤彩奈

### パイロット版 （明日は我がミーティング）
第4弾（2018年10月2日放送）
- 構成：桜井慎一、アリエシュンスケ、一場麻美
- ナレーション：渡辺美佐（青二プロダクション）
- TM：荒木健一
- TD：山根卓也
- カメラ：荒井隆之
- VE：姫野雅美
- 音声：池田千廣
- 照明：木戸昭彦
- CG：大森清一郎
- 編集：大北恵美
- MA：芝岡亜紗美
- 音効：鈴木瑞穂
- 美術プロデューサー：棚橋浩之
- 美術デザイン：桝本瑠璃
- 美術制作：岩井愛
- 装置：正代俊明
- 操作：浦田美咲
- 装飾：川原栄一
- 電飾：荒谷奏子
- アクリル装飾：渡邊卓也
- 植木装飾：藤田国康
- 衣装：渥美智恵
- メイク：田中智子
- 技術協力：スウィッシュ・ジャパン、東京オフラインセンター
- 編成：寺田裕樹
- 宣伝：中島聡
- TK：海東祐里奈
- デスク：渡辺香織
- AD：岡田賢二、江口晶美、辻下晄、小林未来、近藤美穂、中田桃子、鈴木風香、櫻井慎太郎、野澤春奈、工原紅音、桑原美咲季、松澤寿明
- ディレクター：軸原資雄、林浩平、早田翔、佐伯直哉、生駒真也、権亨悟
- AP：大谷真弓、近藤梨紗
- 演出：冨田雅也、倉田敬之、林博史
- 制作プロデューサー：川島優子、松原拓也、木内美歩、今井真木子、関原奈津子
- 総合演出：川平秀二
- プロデューサー：寺田淳史
- 制作協力：スクイズ、FOOLIN LARGE、ROFL
- 制作：TBSテレビ制作局制作2部
- 製作著作：TBS

## ネット局
| 放送対象地域   | 放送局                    | 系列    | 放送時間           | ネット状況 |
| -------------- | ------------------------- | ------- | ------------------ | ---------- |
| 関東広域圏     | TBSテレビ（TBS）          | TBS系列 | 月曜 20:00 - 20:57 | 制作局     |
| 北海道         | 北海道放送（HBC）         | TBS系列 | 月曜 20:00 - 20:57 | 同時ネット |
| 青森県         | 青森テレビ（ATV）         | TBS系列 | 月曜 20:00 - 20:57 | 同時ネット |
| 岩手県         | IBC岩手放送（IBC）        | TBS系列 | 月曜 20:00 - 20:57 | 同時ネット |
| 宮城県         | 東北放送（TBC）           | TBS系列 | 月曜 20:00 - 20:57 | 同時ネット |
| 山形県         | テレビユー山形（TUY）     | TBS系列 | 月曜 20:00 - 20:57 | 同時ネット |
| 福島県         | テレビユー福島（TUF）     | TBS系列 | 月曜 20:00 - 20:57 | 同時ネット |
| 山梨県         | テレビ山梨（UTY）         | TBS系列 | 月曜 20:00 - 20:57 | 同時ネット |
| 新潟県         | 新潟放送（BSN）           | TBS系列 | 月曜 20:00 - 20:57 | 同時ネット |
| 長野県         | 信越放送（SBC）           | TBS系列 | 月曜 20:00 - 20:57 | 同時ネット |
| 静岡県         | 静岡放送（SBS）           | TBS系列 | 月曜 20:00 - 20:57 | 同時ネット |
| 富山県         | チューリップテレビ（TUT） | TBS系列 | 月曜 20:00 - 20:57 | 同時ネット |
| 石川県         | 北陸放送（MRO）           | TBS系列 | 月曜 20:00 - 20:57 | 同時ネット |
| 中京広域圏     | CBCテレビ（CBC）          | TBS系列 | 月曜 20:00 - 20:57 | 同時ネット |
| 近畿広域圏     | 毎日放送（MBS）           | TBS系列 | 月曜 20:00 - 20:57 | 同時ネット |
| 鳥取県・島根県 | 山陰放送（BSS）           | TBS系列 | 月曜 20:00 - 20:57 | 同時ネット |
| 岡山県・香川県 | RSK山陽放送（RSK）        | TBS系列 | 月曜 20:00 - 20:57 | 同時ネット |
| 広島県         | 中国放送（RCC）           | TBS系列 | 月曜 20:00 - 20:57 | 同時ネット |
| 山口県         | テレビ山口（tys）         | TBS系列 | 月曜 20:00 - 20:57 | 同時ネット |
| 愛媛県         | あいテレビ（itv）         | TBS系列 | 月曜 20:00 - 20:57 | 同時ネット |
| 高知県         | テレビ高知（KUTV）        | TBS系列 | 月曜 20:00 - 20:57 | 同時ネット |
| 福岡県         | RKB毎日放送（RKB）        | TBS系列 | 月曜 20:00 - 20:57 | 同時ネット |
| 長崎県         | 長崎放送（NBC）           | TBS系列 | 月曜 20:00 - 20:57 | 同時ネット |
| 熊本県         | 熊本放送（RKK）           | TBS系列 | 月曜 20:00 - 20:57 | 同時ネット |
| 大分県         | 大分放送（OBS）           | TBS系列 | 月曜 20:00 - 20:57 | 同時ネット |
| 宮崎県         | 宮崎放送（MRT）           | TBS系列 | 月曜 20:00 - 20:57 | 同時ネット |
| 鹿児島県       | 南日本放送（MBC）         | TBS系列 | 月曜 20:00 - 20:57 | 同時ネット |
| 沖縄県         | 琉球放送（RBC）           | TBS系列 | 月曜 20:00 - 20:57 | 同時ネット |